# Ingersheim, Haut-Rhin
Ingersheim là một xã ở tỉnh Haut-Rhin trong vùng Grand Est ở đông bắc Pháp. Xã này có diện tích 7,44 km², dân số năm 1999 là 4616 người. Khu vực này có độ cao trung bình 215 mét trên mực nước biển.